# 竹居観音岬

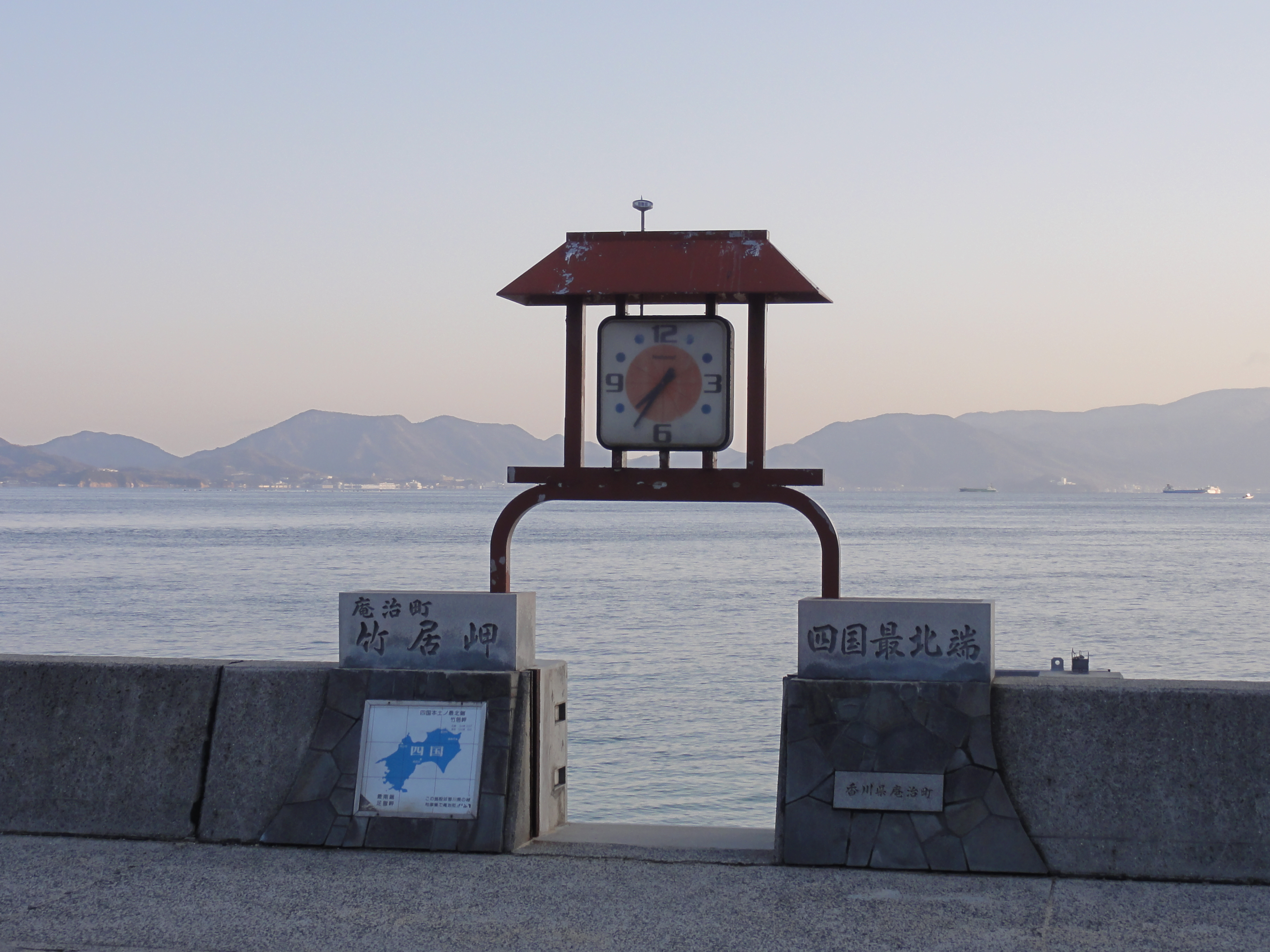
モニュメント、後方は小豆島

竹居観音岬（たけいかんのんみさき）は、四国最北端とされる岬である。香川県高松市庵治町・庵治半島の端に位置し瀬戸内海国立公園に属する。観音崎や竹居岬とも呼ばれる。

## 概要
岩窟（いわや）、灯篭、七福神の石像があり、すぐ近くに竹居観音寺や北緯34度23分・東経134度8分の四国最北端を示す時計をかねたモニュメントがある。
四国最北端とされているが、実際の最北端はこの岬ではなく一つ西にある岬（北緯34度24分1秒 東経134度8分11秒 / 北緯34.40028度 東経134.13639度）である。

## 岩窟のいわれ

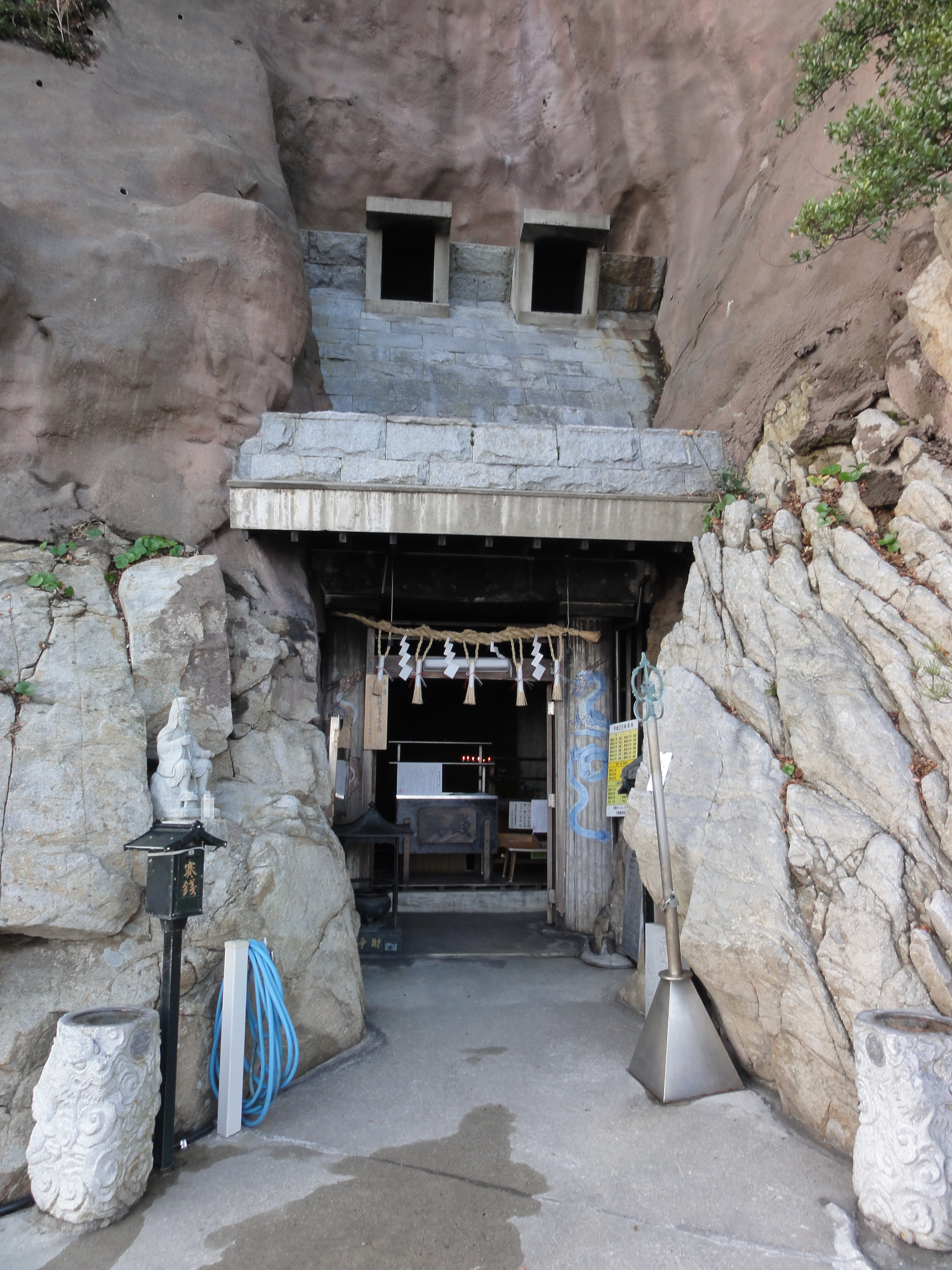
岩窟

高松城の鬼門にあたることから、守護神として築城の際に生駒親正が馬頭観音を納めた（1590年頃）ことか、あるいは増築の際に松平頼重が勢至菩薩と十一面観音を納めた（1643年）ことが始まりとされる。

## アクセス
- 香川県道36号高松牟礼線から普通自動車のすれ違いが困難な急坂の道を曲がり下る。